# Гришко Григорій Єлисейович
Григорій Єлисейович Гришко (12 [25] січня 1906, Велика Федорівка — 9 лютого 1959, Київ) — український радянський державний і партійний діяч. Член ЦРК КПРС у 1952—1956 роках, кандидат у члени ЦК КПРС у 1956—1959 роках. Член ЦК КПУ в 1949—1959 роках. Член Організаційного бюро ЦК КП(б)У у березні 1951 — вересні 1952 року. Кандидат у члени Бюро (Президії) ЦК КПУ у вересні 1952 — грудні 1957 р. Обирався депутатом Верховної Ради СРСР 1-го, 2-го, 3-го, 4-го скликань та депутатом Верховної Ради УРСР 2-го і 4-го скликань.

## Біографія
Народився 12 (25) січня 1906 року в селі Великій Федорівці Херсонської губернії (нині Великофедорівка Баштанського району Миколаївської області) у бідній селянській родині. У 1923 році закінчив земську двокласну школу в містечку Казанці. З 1923 по 1928 рік навчався у Криворізькій професійній школі та у Криворізькій вечірній кооперативній профшколі. Працював службовцем у різних установах і на підприємствах міста Кривого Рогу. З 1928 року навчався в Одеському сільськогосподарському інституті. З 1929 по 1930 рік проходив службу в Червоній армії.
Член ВКП(б) з жовтня 1930 року.
У 1932 році закінчив Одеський сільськогосподарський інститут, навчався у аспірантурі при кафедрі механізації сільського господарства інституту. Одночасно виконував обов'язки заступника директора Одеського сільськогосподарського інституту.
З 1933 року працював агрономом Компаніївської машинно-тракторної станції (МТС) Одеської області, агрономом-інспектором міжобласної комісії з визначення врожаю. З 1934 року — завідувач навчальної частини і викладач в Одеському сільськогосподарському інституті.
З 1936 по 1937 рік — відповідальний контролер Комісії партійного контролю при ЦК ВКП(б) по Одеській області. У 1937 році був призначений начальником Миколаївського обласного земельного відділу. З 8 грудня 1939 до липня 1941 року працював головою виконавчого комітету Волинської обласної ради депутатів трудящих.
Учасник німецько-радянської війни. З жовтня 1941 по 1942 рік працював уповноваженим ЦК КП(б)У із спорудження оборонних рубежів, очолював оперативну групу партійно-радянського активу, яка займалася матеріально-технічним забезпечення військ. З квітня 1942 року — член Військової ради 4-ї танкової армії, член Військової ради 65-ї армії по тилу, член Військової ради 7-ї механізованої армії по тилу. Воював на Південно-Західному, Донському, Сталінградському, Центральному, 1-му і 2-му Білоруських фронтах.
У травні 1946– січні 1949 року був головою виконавчого комітету Тернопільської обласної ради депутатів трудящих.
3 січня 1949– 8 березня 1951 року — 1-й секретар Херсонського обласного комітету КП(б) України.
У березні 1951 — вересні 1952 роках — секретар ЦК КП(б) України. У вересні 1952 — лютому 1957 роках — 1-й секретар Київського обласного комітету КП України. У лютому 1957 — лютому 1959 р. — інспектор ЦК КП України.

Могила Григорія Гришка

Помер 9 лютого 1959 року. Похований в Києві на Байковому кладовищі.

## Звання
- бригадний комісар
- полковий комісар
- полковник (6.12.1942)
- генерал-майор інтендантської служби (11.07.1945)

## Нагороди
Нагороджений чотирма орденами Леніна (29.05.1945, 23.01.1948, 1956), трьома орденами Червоного Прапора (23.09.1943, 23.07.1944, 10.04.1945), орденом Вітчизняної війни I-го ступеня (4.02.1943), польським орденом «Virtuti Militari» IV-го класу, медалями («За оборону Сталінграда», «За визволення Варшави», «За перемогу над Німеччиною у Великій Вітчизняній війні 1941—1945 років», «За визволення Польщі» та ін.).